# Juan de Mata Sevillano y Fraile
Juan de Mata Sevillano y Fraile (Vicálvaro, 9 de febrero de 1790-Madrid, 15 de febrero de 1864), I marqués de Fuentes de Duero y I duque de Sevillano, fue un político español.

## Biografía
Hijo de Ezequiel José Sevillano y de Feliciana Fraile, inicia joven la carrera de las armas, siendo coronel graduado de Caballería y tomando parte en la primera Guerra carlista. Dedicado después a los negocios como banquero entra en política como senador vitalicio en 1846, concediéndosele la cruz de la Orden de Carlos III y siendo Gentilhombre de cámara con ejercicio y marqués de Fuentes de Duero ese mismo año. En 1854 la reina le otorga el título de duque de Sevillano con Grandeza de España. En diciembre de ese año es nombrado ministro de Hacienda, cargo que ocupará hasta enero de 1855. Militante del Partido Progresista y amigo del también financiero Gaspar Remisa, formó parte de la Junta de Salvación que asumió el poder durante la revolución de 1854.
Contrajo matrimonio con su pariente María Sevillano Mocete. Su hija, María de la Nieves Sevillano y Sevillano heredó los títulos y se casó con Diego Desmaisiéres López de Dicastillo, conde de la Vega del Pozo. Una nieta de este matrimonio, María Diega Desmaisières y Sevillano, fallecida en Burdeos en 1916 sin descendencia, fue la IV y última duquesa de Sevillano.